# Carga superdimensionada
Uma carga superdimensionada, ou carga excedente no transporte rodoviário é um tipo de carga transportada fora dos padrões normais de circulação em vias públicas e rodovias, sendo em tamanho e peso.
As dimensões legais e os pesos permitidos variam de país para país e para cada região, os veículos que excedem os pesos e dimensões padrão necessitam de uma autorização especial para realizar a circulação nas vias. Por isso há uma legislação específica para o tráfego deste veículo.

## Translado
O translado destes tipos de cargas geralmente são feitos à noite de madrugada e aos finais de semana para não atrapalhar o trânsito, e com planejamento prévio do itinerário por onde será realizado. Por isso este tipo de transporte envolve uma equipe para a análise das vias, com o intuito de verificar se no roteiro não haverá obstáculos que impeçam a passagem do conjunto transportador com a carga. Após realizado o estudo e expedida a autorização por parte das autoridades competentes, é ainda realizada uma solicitação junto às companhias de energia e de engenharia de tráfego que acompanhem o translado para que eventuais remoções, reparos e deslocamentos de semáforos sejam realizados.

## Tipos
Os tipos de cargas podem ser em se tratando de peso/carga:

### Máquinas de construção
- Escavadeiras de mineração
- Caminhões de mineração
- Guindastes
- Tratores

### Outros
- Casas pré-fabricadas
- Monumentos
- Containers
- Elementos de construção
  - Armações de ponte
  - Pilares de concreto
  - Cimento armado
- Geradores de energia
- Aerogeradores
- Pás de aerogeradores
- Estágios de foguetes
- Equipamentos industriais
  - Chaminés
  - Torres de refino e destilação
- Plataformas petrolíferas
- Peças de Navios
- Aviões
- Locomotivas
- Transformadores
- Manifolds para plataformas petrolíferas
- Tubos de aço
- Seções de submarinos
- Vagões de trens
- Barcaças
- Caldeiras
- Rotores de usinas hidrelétricas
- Turbinas Francis

## Galeria

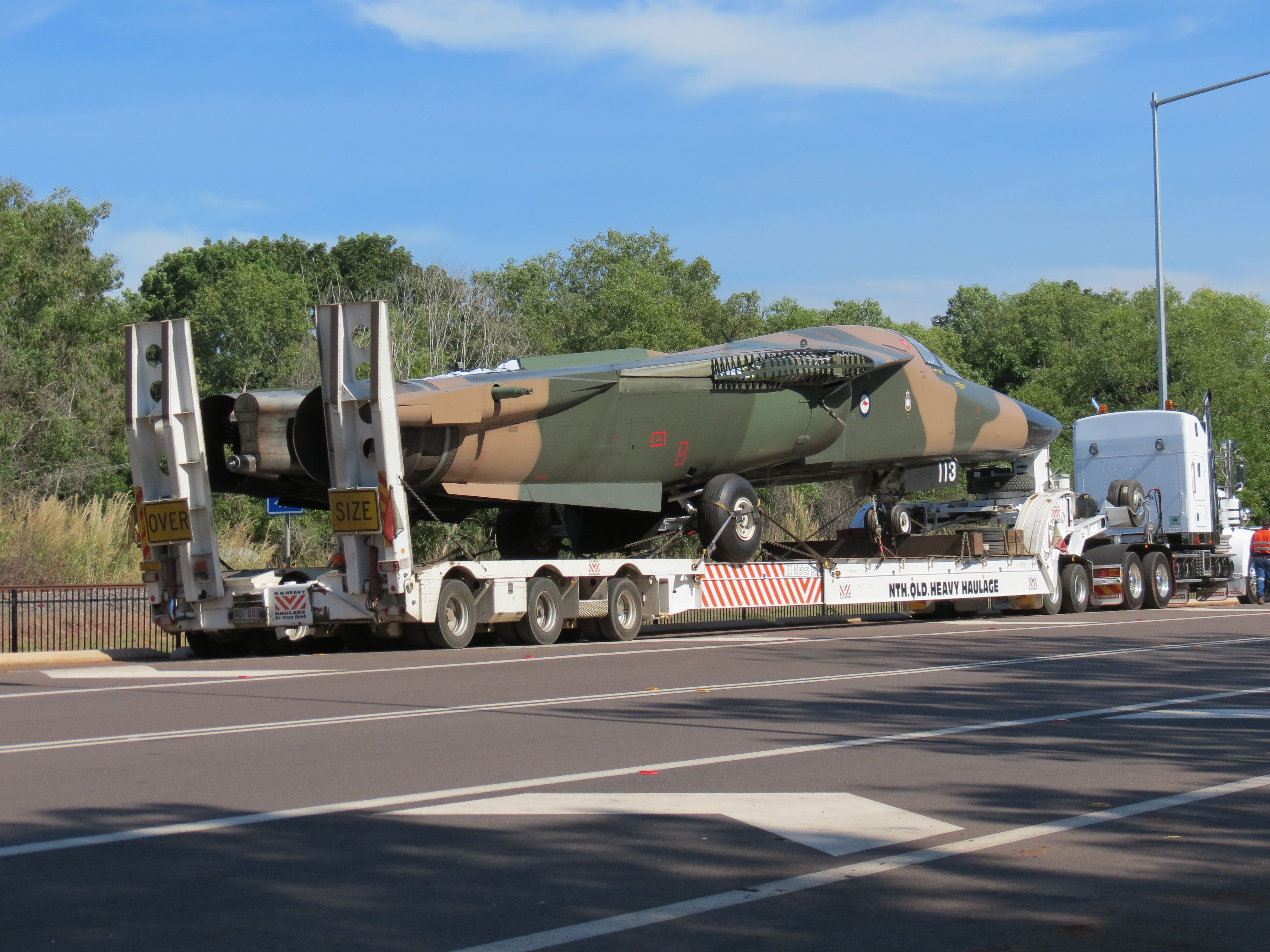
Parte da fuselagem de um caça General Dynamics F-111 da RAAF sendo transportado na Austrália.
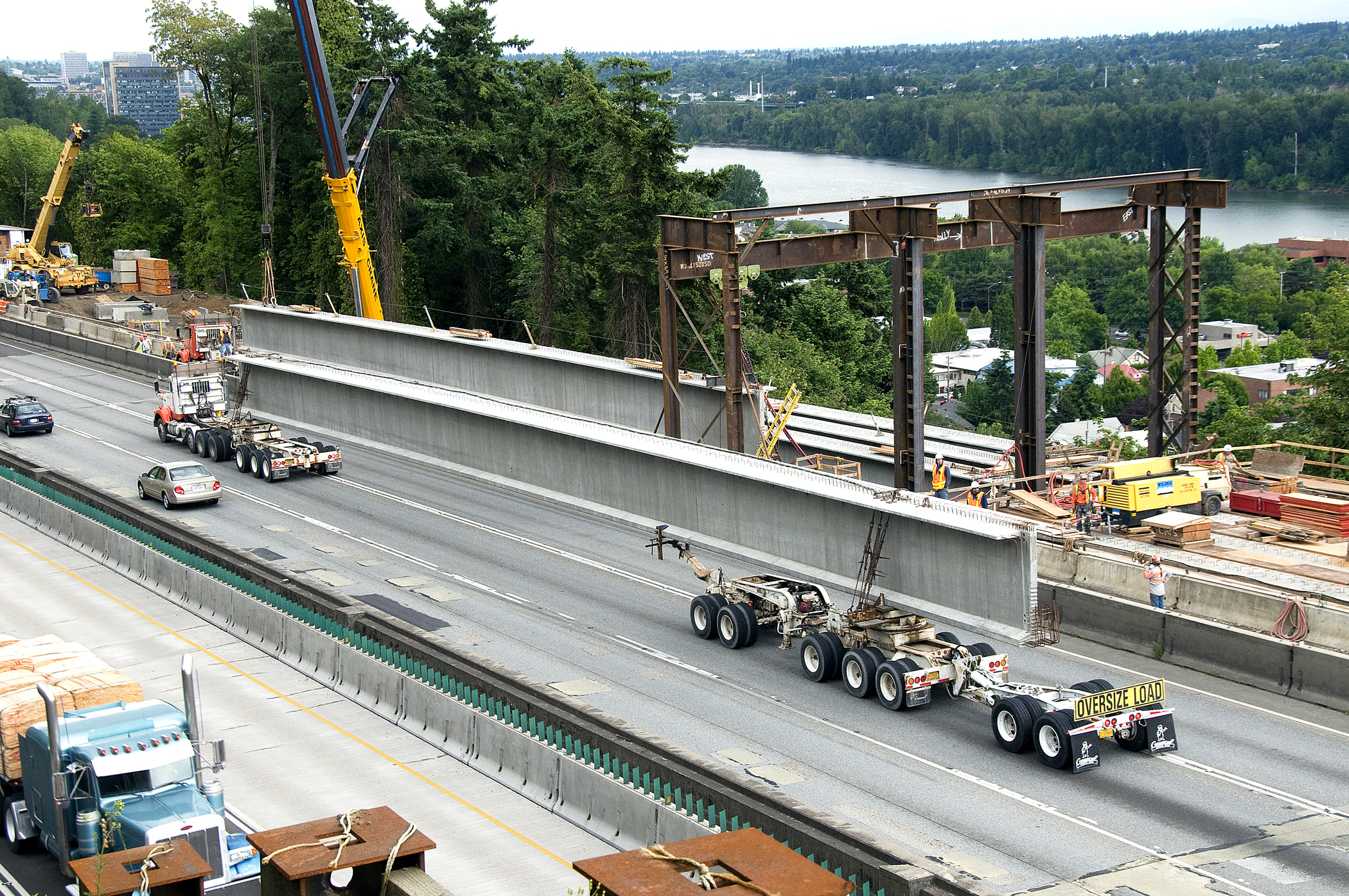
Transporte de vão de ponte.
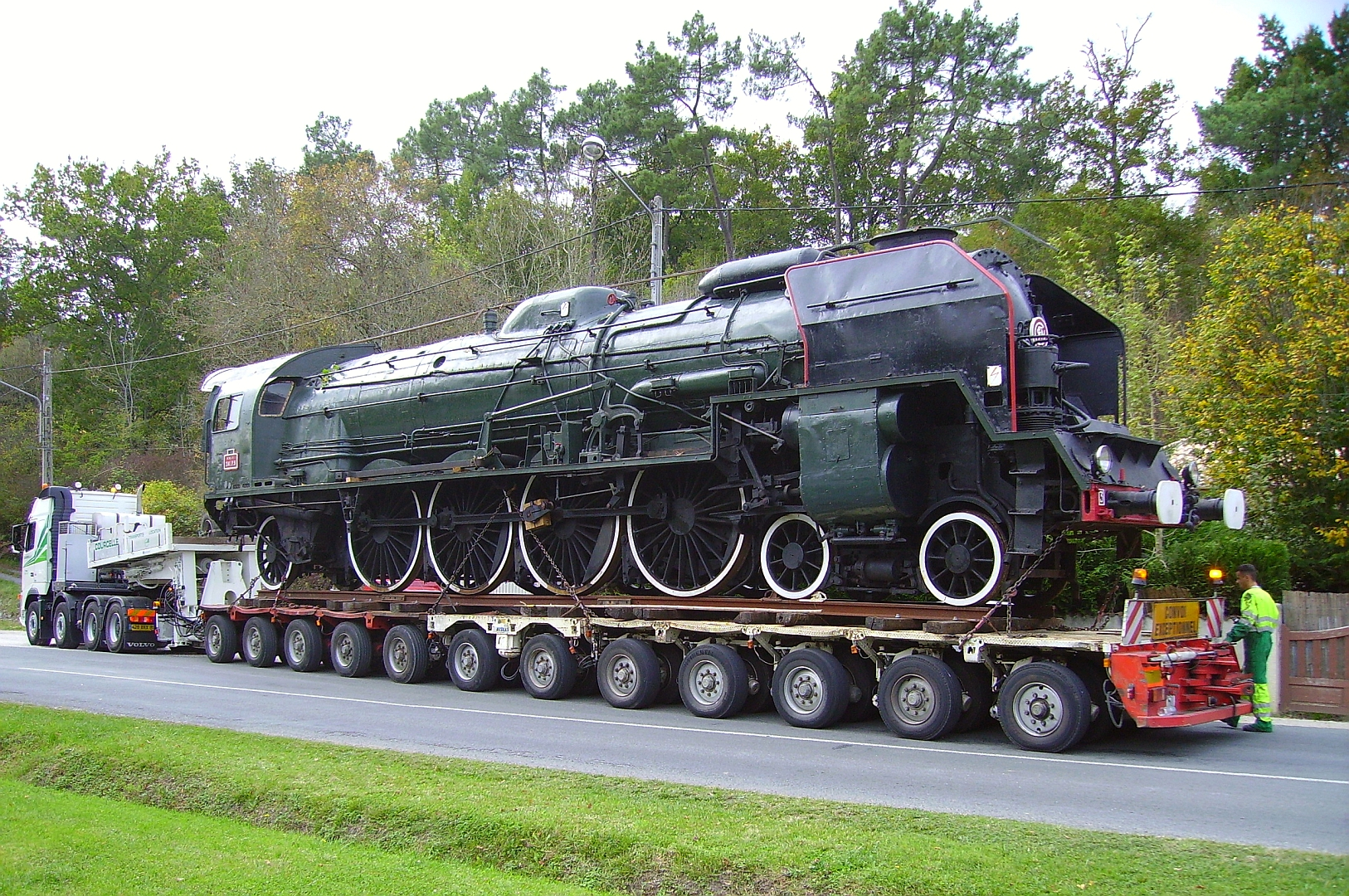
Uma locomotiva em um carreta especial para carga superdimensionada.
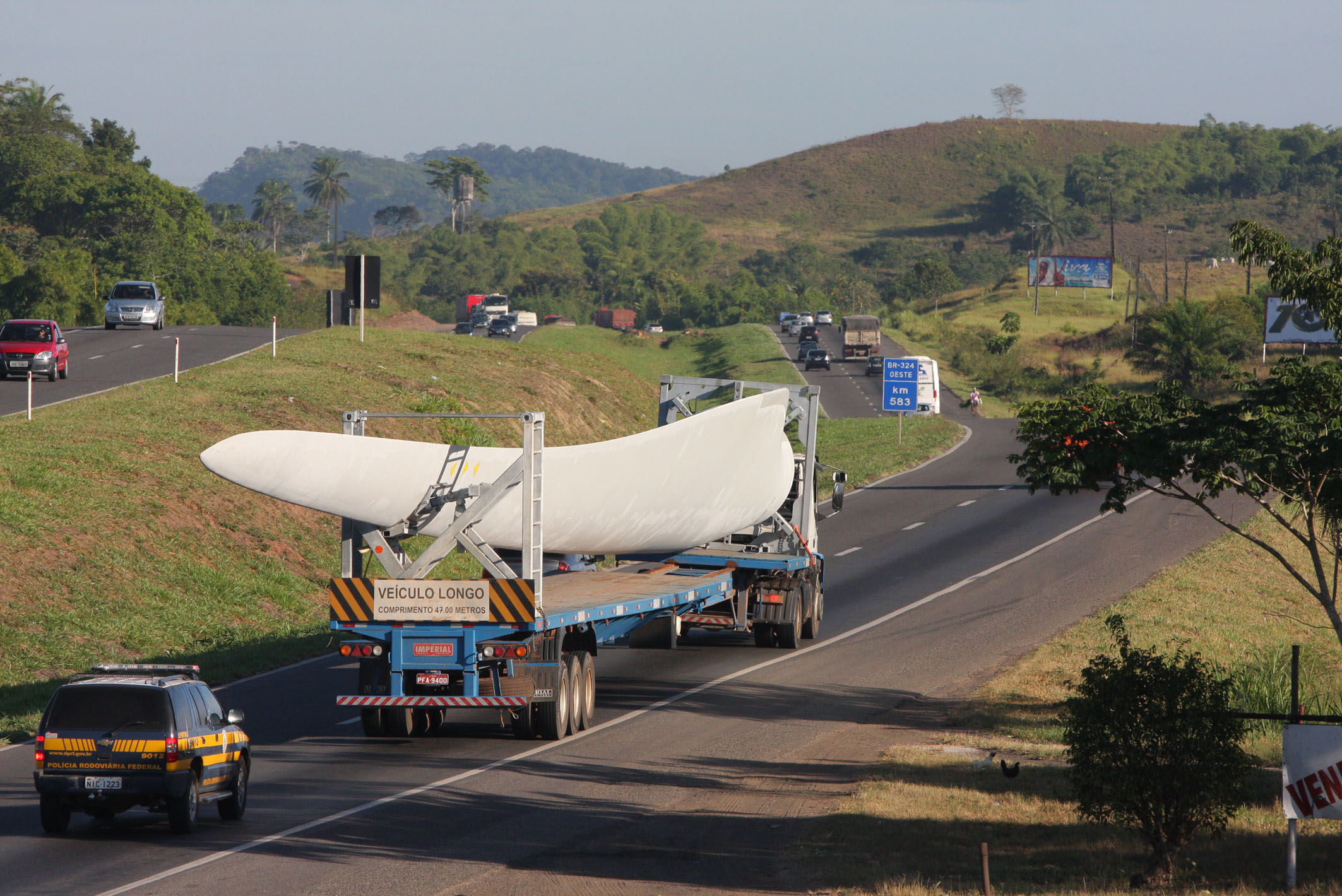
Uma pá de aerogerador sendo transportada na BR-324.
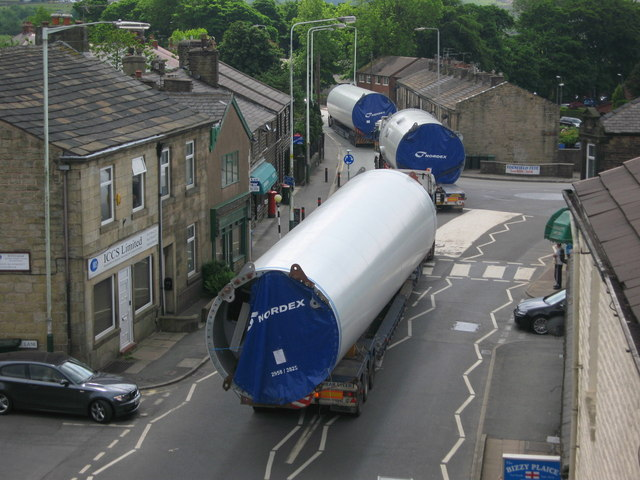
Partes da base de um aerogerador sendo transportadas sobre linhas de eixo no Reino Unido.
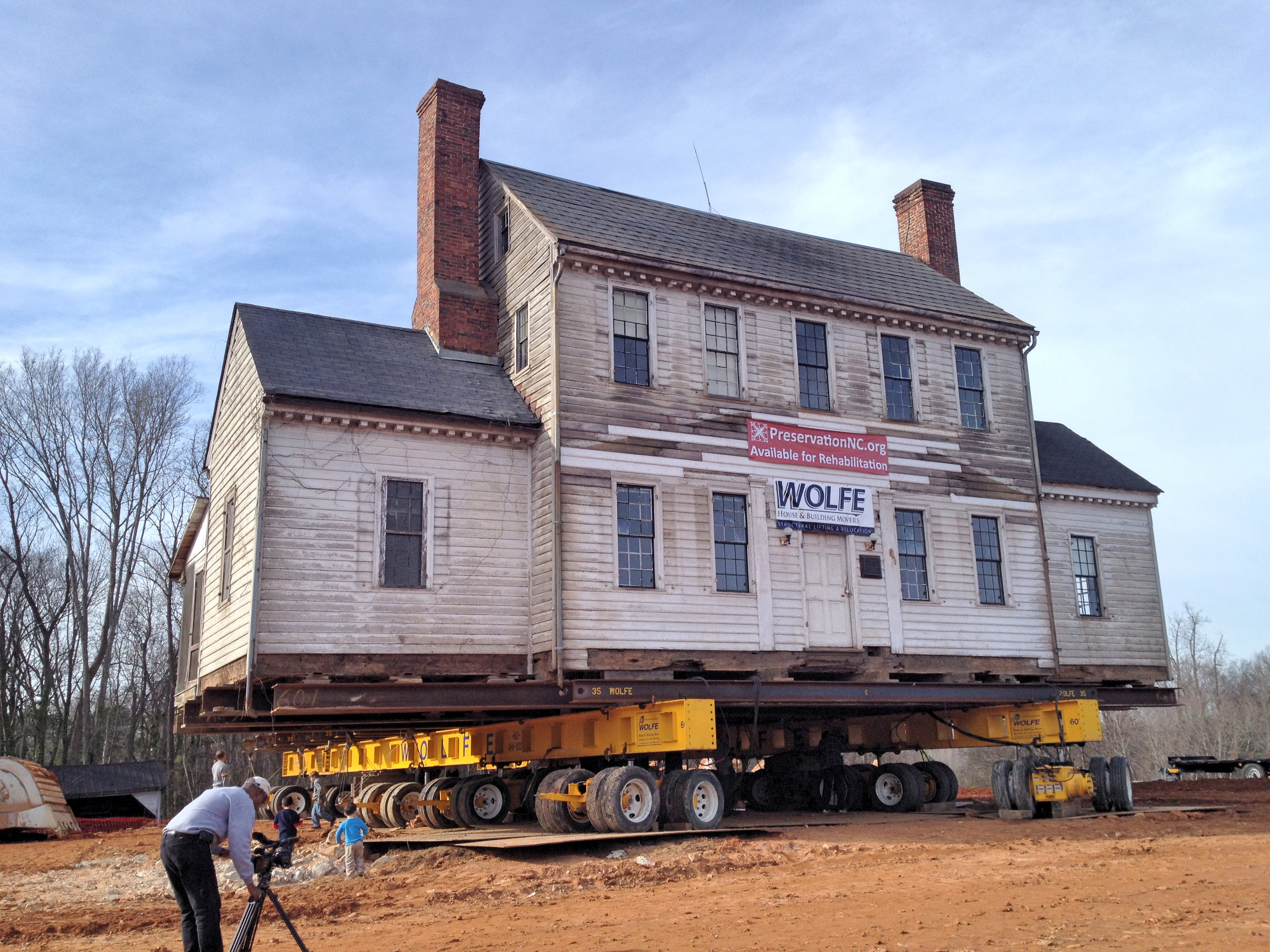
Transporte de uma antiga casa histórica para outro local.
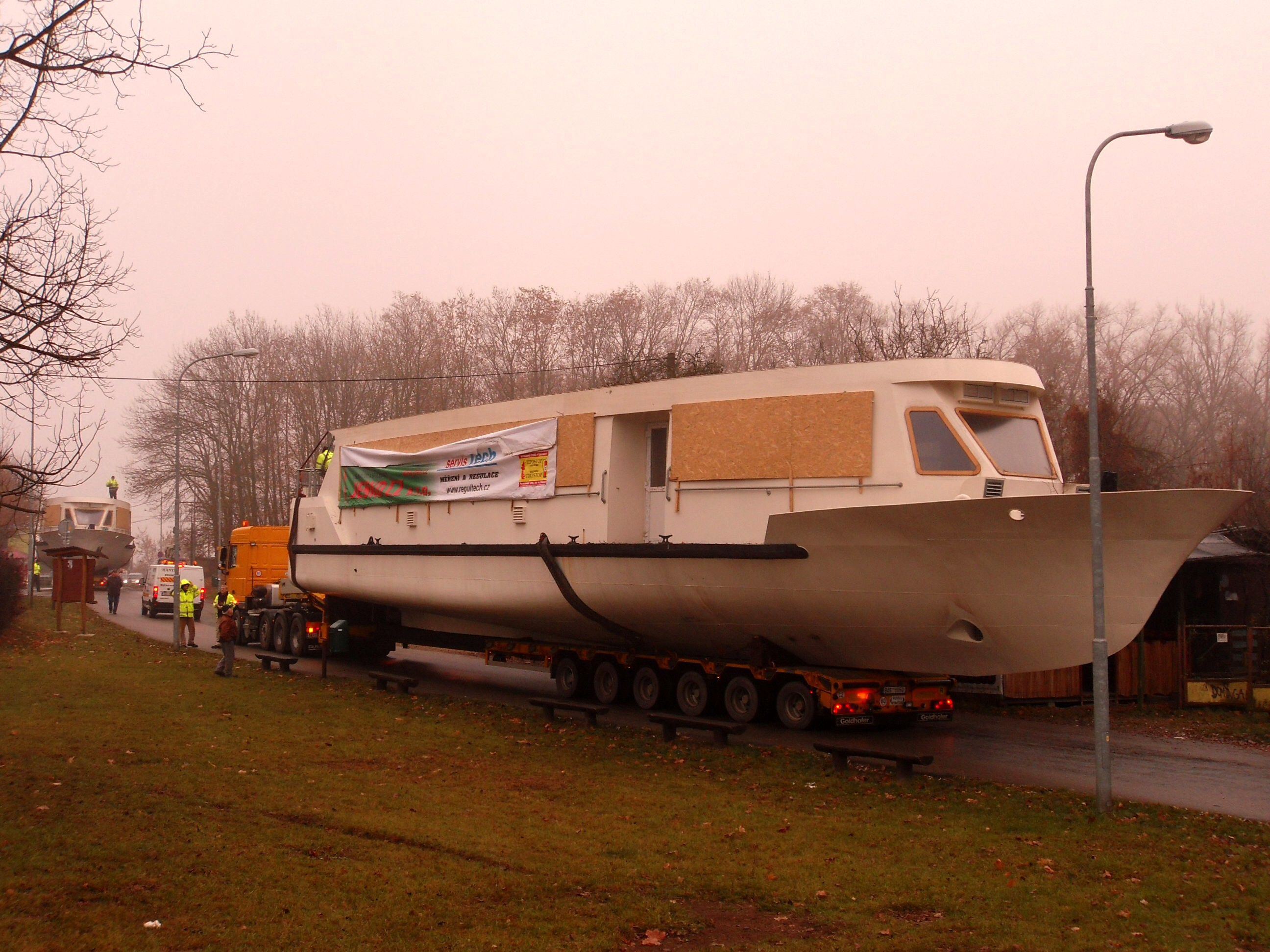
Transporte de embarcações na República Checa.